# Dalboșeț
Dalboșeț (en hongrois : Dalbosec) est une commune du județ de Caraș-Severin en Roumanie.